# Дані Ернандес
Дані Ернандес (ісп. Dani Hernández, нар. 21 жовтня 1985, Каракас) — венесуельський футболіст, воротар клубу «Тенерифе».
Виступав, зокрема, за клуб «Реал Вальядолід», а також національну збірну Венесуели.

## Клубна кар'єра
Народився 21 жовтня 1985 року в місті Каракас. Вихованець футбольної школи клубу «Тенерифе».
У дорослому футболі дебютував 2002 року виступами за команду клубу «Райо Махаонда». Згодом з 2003 по 2008 рік грав у складі команд клубів «Гвадалахара», «Кольядо-Вільяльба», «Реал Мадрид C», «Райо Вальєкано».
З 2008 по 2010, перебуваючи в оренді, виступав за наступні клуби: «Реал Хаен», «Уеска» та «Валенсія Месталья».
Сезон 2010/11 провів у складі клубу «Реал Мурсія» за який відіграв лише один матч.
2011 приєднався до складу «Реал Вальядолід». Протягом наступних двох сезонів був резервним голкіпером у вальядолідському клубі. Протягом 2013—2014 років перебував в оренді захищаючи кольори команди клубу «Астерас».
До складу клубу «Тенерифе» приєднався 2015 року. Відтоді встиг відіграти за клуб із Санта-Крус-де-Тенерифе 59 матчів в національному чемпіонаті.

## Виступи за збірну
2010 року дебютував в офіційних матчах у складі національної збірної Венесуели. Наразі провів у формі головної команди країни 25 матчів.
У складі збірної був учасником Кубка Америки 2011 року в Аргентині, Кубка Америки 2015 року у Чилі, Кубка Америки 2016 року в США.